# Alois Witrisal
Alois Witrisal (* 18. April 1887 in Waasen, Leoben, Steiermark; † 15. Dezember 1959 in Graz) war ein österreichischer Politiker der Österreichischen Volkspartei (ÖVP).

## Ausbildung und Beruf
Nach dem Besuch der Pflichtschulen in Leoben und Graz lernte er den Beruf des Kleidermachers. Im Jahr 1913 wurde er selbständiger Schneider. Später war er Kaufmann und Kommerzialrat.

## Politische Funktionen
- 1924: Vorsteher-Stellvertreter der Kleidermachergenossenschaft
- 1945 bis 12. April 1949: Abgeordneter zum Steiermärkischen Landtag (I. Gesetzgebungsperiode), ÖVP

## Politische Mandate
- 21. März 1949 bis 8. November 1949: Abgeordneter zum Nationalrat (V. Gesetzgebungsperiode), ÖVP